# Pallamano ai XVIII Giochi del Mediterraneo
I tornei di pallamano ai XVIII Giochi del Mediterraneo si sono svolti dal 23 giugno al 1º luglio 2018. Le partite sono state disputate al Palacio de Deportes de Campclar di Tarragona e al Pabellón CE Vendrell di El Vendrell.

## Calendario
Il calendario delle gare è stato il seguente:
| ● | Competizioni | ● | Finali |

| Giugno/Luglio |    |    |    |    |    |    |    |    |    |
| 22            | 23 | 24 | 25 | 26 | 27 | 28 | 29 | 30 | 1º |
|               | ●  | ●  | ●  |    | ●  | ●  | ●  | 1  | 1  |

## Risultati

### Uomini
| Evento             | Oro     | Argento | Bronzo |
| Pallamano maschile | Croazia | Tunisia | Spagna |

### Donne
| Evento              | Oro    | Argento    | Bronzo   |
| Pallamano femminile | Spagna | Montenegro | Slovenia |